# Himalia (Mythologie)
Himalia (altgriechisch Ἱμαλία Himalía) ist eine zyprische Nymphe, die mit Zeus drei Söhne hatte.
Sie galt als Göttin des Erntesegens. Zeus befruchtete sie in Form eines Regengusses. Die Söhne sind:
- Spartaios, der Säer
- Kronios, der Reifer
- Kytos, der Bäcker.

(nach Diodor)